# فرانشيسكو بالميري
فرانشيسكو بالميري (بالإيطالية: Francesco Palmieri)‏ (31 يوليو 1975 - ) هو لاعب كرة قدم إيطالي في مركز حراسة المرمى. لعب مع نادي ليفورنو.